# 149 (число)
149 (Сто со́рок де́в'ять) — натуральне число між  148 та  150.

## У математиці
- 35-те просте число.
- 149 — є  непарним тризначним числом.
- Сума цифр цього числа — 14
- Добуток цифр цього числа — 36
- Квадрат числа 149 — 22 201

## В інших галузях
- 149 рік.
- 149 до н. е.
- NGC 149 —  лінзоподібні галактика ( S0) в сузір'ї  Андромеда.
- (149) Медуза — астероїд  головного поясу.
- 149 місце у світі посідає Габон за чисельністю населення.
- 149 місце у світі посідає Беліз за площею території.
- 149-й Гвардійський механізований полк.
- Alfa Romeo Giulietta — початкова назвою авто була «Alfa Romeo 149».
- AgustaWestland CH-149 Cormorant[en] — вертоліт.